# Олуволе
Олуволе (д/н — 1841) — 10-й оба (правитель) Лагосу в 1837—1841 роках (за іншою хронологією — 1836—1841).

## Життєпис
Син оби Аделе Аджосуна. 1821 року разом з батьком опинився у вигнанні. Деякий час мешкав в місті-порту Бадагрі, де займався работоргівлею. Після повернення трону Аделе став спадкоємцем трону. 1837 (або 1836) року став новим обою Лагсоу.
Вступив у конфлікт зі стриєчним братом Косоко, в якому вбачав претендента на трон. Олуволе вигнав Опо Олу — улюблену сестру Косоко, навіть після того, як шамани оголосили її невинною в чаклунстві. Це спричинило відкрите повстання Косоко Настало, відоме як Огун Еве Коко («Листя кокосової війни»), що було придушене, а Косоко вигнано. Вірні обі війська на чолі з Єсуфу Баду захопили і пограбували табір прихильників принца, позбавивши його тим самим засобів до існування.
Значний вплив за його правління мала мати (або мачуха) Ефінроя Тінубу, яка активно займалася торгівлею тютюном та сіллю. Були намагання, незважаючи на рішення Великої Британії зберегти обсяги работоргівлі.
Загинув 1841 року, коли блискавка вдарила в трон і вбила обу, що на ньому сидів. Тіло Олуволе розірвало на шматки й упізнали його лише по намистах, що прикрашали його тіло. Втім, можливо, це легенда, а обу насправді вбили змовники, що порубали його, а потім оголосили це наслідком удару блискавки. Трон перейшов до його стрийка Акітое.